# Eschweilera tenuifolia
Eschweilera tenuifolia är en tvåhjärtbladig växtart som beskrevs av John Miers. Eschweilera tenuifolia ingår i släktet Eschweilera och familjen Lecythidaceae. Inga underarter finns listade i Catalogue of Life.